# Die Zeit mit Monika
Die Zeit mit Monika (Original: Sommaren med Monika) ist ein in Schwarzweiß gedrehtes schwedisches Liebesdrama von Ingmar Bergman aus dem Jahre 1953.

## Handlung
Der 19-jährige Harry arbeitet in einem Großhandelslager für Glas und Porzellan in Stockholm. Die 17-jährige Monika arbeitet auf dem Gemüsemarkt und hat zu Hause Probleme mit ihrem alkoholkranken Vater. Als Monika Harry kennenlernt, sieht sie einen Weg, um aus dieser Welt zu entfliehen. Die verliebten Jugendlichen tauschen die triste Welt der Großstadt mit dem sommerlichen Vergnügen auf einer Ostseeinsel. Der Sommer ist jedoch bald vorüber, und schon bevor das Paar nach Stockholm zurückkehren muss, stellt Monika fest, dass sie schwanger ist. Harrys Tante sorgt dafür, dass die beiden heiraten, und Harry ist gewillt, für seine Familie zu arbeiten und sie zu versorgen. Doch die Geburt des Kindes lässt die Probleme anwachsen, das junge Paar ist mit der Elternschaft überfordert. Als Harry eines Tages Monika mit einem anderen Mann im Bett erwischt, fällt die junge Familie auseinander. Monika verlässt Harry und ihre kleine Tochter.

## Hintergrund

### Produktion und Filmstart
Die Zeit mit Monika entstand nach einer Erzählung des populären Autors Per Anders Fogelström, die dieser parallel zur Produktion des Films zu einem Roman ausbaute. Die Dreharbeiten fanden vom 22. Juli bis 6. Oktober 1952 in Stockholm, in den Råsunda Film Studios in Filmstaden, Solna, und auf Sadelöga nahe der Insel Utö statt. Der Film startete am 9. Februar 1953 in Schweden, wo er mit großem Erfolg lief, und am 11. September desselben Jahres in den deutschen Kinos.
Während die schwedische Zensurbehörde 20 Sekunden gewalttätiger und erotischer Szenen aus dem Film entfernte, fügte der US-amerikanische Verleiher Hallmark zusätzliche Nacktaufnahmen hinzu, kürzte die Handlung und versah das Resultat mit dem Titel Monika, the Story of a Bad Girl. Ein ähnliches Schicksal hatte bereits Einen Sommer lang (1951) in den USA ereilt.

### Position in Bergmans Film
Die Zeit mit Monika war Bergmans erster Film mit Harriet Andersson, die bis in die 1980er Jahre zu seinen Stammschauspielern gehören sollte.
Bergman verwendete hier auch erstmals einen Effekt, den er das „Aufwecken“ des Publikums nannte, indem er durch einen Bruch zwischen Identifikation und Distanzierung dem Publikum bewusst machte, dass es einen Film sieht. In einer Kneipenszene dreht sich Monika zur Kamera und blickt diese – und den Zuschauer – direkt an. Bergman: „Sie schaut uns in einer langen Großaufnahme an, ungebührlich lang zu der Zeit. […] Damals war das verboten.“ Dieselbe Funktion erfüllten unter anderem der fingierte Filmriss in Persona (1966) und der in der Filmmitte wiederholte Titeltext in Die Stunde des Wolfs (1968).

## Kritiken
Trotz Lobes für Harriet Anderssons Darstellung warf die schwedische Presse Bergman „Klischeehaftigkeit“ und die gegenüber dem Buch negativere Zeichnung Monikas vor. In Frankreich löste Die Zeit mit Monika gegenteilige Reaktionen aus: Jean-Luc Godard nannte ihn „den originellsten Film dieses originellsten aller Regisseure“, François Truffaut erklärte ihn zu seinem Bergman-Favoriten.
Der deutsche Filmkritiker Gunter Groll dagegen resümiert: „Kurzum, sie wird uns ziemlich lang, die Zeit mit dieser gähnenden Monika ... um die begabte Kamera und die begabte Schauspielerin eigentlich schade.“
Das Lexikon des internationalen Films fasste rückblickend zusammen: „In neorealistischem Stil inszenierte Geschichte um Selbstverwirklichung, sexuelle Freiheiten, gesellschaftliche Zwänge und individuelles Versagen, mit Sympathie für die Außenseiterin dargestellt. In die moralfreie Geschichte mit pessimistischer Grundstimmung fließen gelegentlich pathetische Töne ein.“